# Jean Aimé Lautour-Boismaheu
Jean Aimé Lautour-Boismaheu est un homme politique français né le 21 avril 1752 à Argentan (Orne) et mort le 19 juin 1846 à Paris.
Substitut du procureur du roi au bailliage d'Argentan au début de la Révolution, il s'engage comme volontaire en 1791 et devient sous-lieutenant en 1792, puis lieutenant en 1793. Aide de camp du général Masséna, il le suit dans les campagnes d'Italie. Blessé à la bataille de Lodi, il est devient chef de brigade. Prisonnier après la prise d'Alexandrie, il est libéré à la paix de Lunéville. Il est député de l'Aisne de 1803 à 1808. Il accompagne Masséna lors de la campagne d'Allemagne en 1809, puis prend sa retraite en 1811 comme adjudant-commandant.

## Sources
- « Jean Aimé Lautour-Boismaheu », dans Adolphe Robert et Gaston Cougny, Dictionnaire des parlementaires français, Edgar Bourloton, 1889-1891 [détail de l’édition]